# Amyciaea
Amyciaea is een geslacht van spinnen uit de  familie van de Thomisidae (krabspinnen).

## Soorten
- Amyciaea albomaculata (O. P.-Cambridge, 1874)
- Amyciaea forticeps (O. P.-Cambridge, 1873)
- Amyciaea hesperia Simon, 1895
- Amyciaea lineatipes O. P.-Cambridge, 1901
- Amyciaea orientalis Simon, 1909